# Claus Erhorn
Claus Erhorn (Harburg, 18 januari 1959) is een voormalig Duits ruiter gespecialiseerd in eventing. Erhorn won tijdens de Olympische Zomerspelen 1984 de bronzen medaille in de landenwedstrijd eventing en de zestiende plaats individueel. Vier jaar later in Seoel won Erhorn met de West-Duitse ploeg de olympische titel in de landenwedstrijd eventing, individueel viel hij met een vierde plaats net buiten de medailles.

## Resultaten
- Olympische Zomerspelen 1984 in Los Angeles 16e individueel eventing met Fair Lady
- Olympische Zomerspelen 1984 in Los Angeles  landenwedstrijd eventing met Fair Lady
- Olympische Zomerspelen 1988 in Seoel 4e individueel eventing met Justyn Thyme
- Olympische Zomerspelen 1988 in Seoel  landenwedstrijd eventing met Justyn Thyme

1912: Nordlander, Adlercreutz, Casparsson,  Horn af Åminne ·
1920: Mörner, Lundström, von Braun,  Dyrsch ·
1924: Van der Voort van Zijp, Pahud de Mortanges, De Kruijff,  Colenbrander ·
1928: Pahud de Mortanges, De Kruijff, Van der Voort van Zijp ·
1932: Thomson, Chamberlin, Argo ·
1936: Stubbendorf, Lippert, von Wangenheim ·
1948: Henry, Anderson, Thomson ·
1952: von Blixen-Finecke, Stahre, Frölén ·
1956: Weldon, Rook, Hill ·
1960: Morgan, Lavis, Roycroft ·
1964: Checcoli, Angioni, Ravano ·
1968: Allhusen, Meade, Jones ·
1972: Meade, Gordon-Watson, Parker, Phillips ·
1976: Coffin, Plumb, Davidson, Tauskey ·
1980: Blinov, Salnikov, Volkov, Rogosjin ·
1984: Plumb, Stives, Fleischmann, Davidson ·
1988: Erhorn, Baumann, Kaspareit, Ehrenbrink ·
1992: Green, Rolton, Hoy, Ryan ·
1996: Schaeffer, Rolton, Hoy, Dutton ·
2000: Dutton, Hoy, Tinney, Ryan ·
2004: Boiteau, Lyard, Courrèges, Teulère, Touzaint ·
2008: Thomsen, Ostholt, Dibowski, Klimke, Romeike ·
2012: Auffarth, Jung, Klimke, Schrade, Thomsen ·
2016: Laghouag, Lemoine, Nicolas, Vallette ·
2020: Collett, McEwen, Townend ·
2024: Canter, Collett, McEwen